# Договор о разделе Земгале
Договор о разделе Земгале — один из значимых исторических документов средневековой Латвии, составленный в апреле 1254 года и сохранившийся в виде пергамента с текстом на латыни.

## Значение договора
Согласно договору, Рижское архиепископство, его соборный капитул и Ливонский орден временно разделили между собой замковые земли на территории Земгале. Каждой из этих шести земель управляли фогты, которых земгалы изгнали в 1259 году, подняв Земгальское восстание.

## Предыстория договора
3 февраля 1251 года, после неудачных попыток Ливонского ордена завоевать Земгале и Жемайтию, курия Папы Римского Иннокентия IV решила ликвидировать Земгальское епископство и присоединить земли последнего к Рижскому епископству. Позднее, также было решено разделить между тремя ливонскими феодалами: Рижским архиепископством, соборным капитулом и орденом ранее крещёную Упмалу, которую угрожал подчинить себе князь Виестартс.

## Текст договора
В апреле 1254 года епископ рижский Альберт II Зуэрбер, пробст соборного капитула Герман и наместник магистра Ливонского ордена ландмейстер Эберхард заверяют, что согласно решению папы о дарении и разделе Земгале (епископства) они имеют счастье разделить Земгале на три части, а именно:
1. Епископу принадлежат Силене и Жагаре, соборному капитулу Добене и Спарнене и ордену Тервете и Добеле.
2. Каждый землевладелец получает свою долю с десятиной, патронатом и прочими правами и постоянными доходами, исключая права, закреплённые единственно за архиепископом и архидьяконом.
3. Ни одна из трёх сторон не имеет права наносить вред имуществу другой стороны покупая его или отсуживая[1].

## Топонимы, упомянутые в тексте
- Estonia — Эстония,
- Livonia — Ливония,
- Prutia — Пруссия,
- Semigallia — Земгале,
- Sillene et Sagera — Силене и Жагаре,
- Dubene et Sparnene — Добене и Спарнене,
- Tervethene et Dubelene — Терветене и Добелене.